# Noblella pygmaea
Noblella pygmaea é uma espécie de anfíbio da família Craugastoridae. Endêmico do Peru. Foi descoberto no Parque Nacional de Manú, no Peru, graças ao trabalho de pesquisadores do Museu de História Natural de Dresden, na Alemanha, e da Universidade da Califórnia.